# 미아사거리역
미아사거리역(Miasageori station)은 서울특별시 강북구 미아동에 있는 수도권 전철 4호선의 지하철역이다. 향후 서울 경전철 동북선과의 환승이 예정되어 있다. 이 역부터 진접역까지 2면 2선의 상대식 승강장이다.

## 역사
- 1983년 9월 13일 : 미아삼거리역(彌阿三街口驛)으로 역명 결정[1]
- 1985년 4월 20일 : 서울 지하철 4호선 상계 ~ 한성대입구 구간 개통과 함께 영업 개시
- 2013년 12월 26일 : 미아사거리역으로 변경[2]

## 역 구조
2면 2선의 상대식 승강장이며, 스크린도어가 설치되어 있다.

 이 역은 반대방향으로 횡단이 불가능한 역이다.

### 승강장
| 미아 ↑ |
| \| 상  |
| ↓ 길음 |

| 상행 | ●수도권 전철 4호선 | 미아 · 수유 · 창동 · 노원 · 진접(경복대) 방면 |
| 하행 | ●수도권 전철 4호선 | 길음 · 동대문 · 명동 · 금정 · 오이도 방면     |

## 역 주변
- 송중동 행정복지센터
- 솔샘지구대
- 서울송중초등학교
- 롯데백화점 미아점
- 북서울 꿈의숲
- 창문여자중학교
- 창문여자고등학교
- 방천시장
- 미아사거리
- 서울도시과학기술고등학교
- 하월곡시장
- CGV 미아(구 대지극장)
- 숭인치안센터
- 이마트 미아점
  - 일렉트로마트 미아점
- 기업은행
- 영훈초등학교
- 숭인시장
- 도봉세무서
- 미아119안전센터
- 미아우체국
- 영훈국제중학교(YHIMS)
- 영훈고등학교
- 현대백화점 미아점

## 이용객 변동
| 노선  | 노선   | 일평균 인원수 (명/일) | 일평균 인원수 (명/일) | 일평균 인원수 (명/일) | 일평균 인원수 (명/일) | 일평균 인원수 (명/일) | 일평균 인원수 (명/일) | 일평균 인원수 (명/일) | 일평균 인원수 (명/일) | 일평균 인원수 (명/일) | 일평균 인원수 (명/일) | 각주  |
| 노선  | 노선   | 2000년                | 2001년                | 2002년                | 2003년                | 2004년                | 2005년                | 2006년                | 2007년                | 2008년                | 2009년                | 각주  |
| ----- | ------ | --------------------- | --------------------- | --------------------- | --------------------- | --------------------- | --------------------- | --------------------- | --------------------- | --------------------- | --------------------- | ----- |
| 4호선 | 승차   | 34,358                | 35,019                | 36,916                | 36,509                | 37,343                | 36,379                | 36,024                | 36,510                | 36,060                | 36,892                | [ 3 ] |
| 4호선 | 하차   | 33,032                | 31,708                | 33,537                | 33,193                | 34,435                | 33,336                | 33,065                | 34,169                | 33,842                | 34,843                | [ 3 ] |
| 4호선 | 승하차 | 67,389                | 66,727                | 70,452                | 69,702                | 71,779                | 69,715                | 69,089                | 70,679                | 69,903                | 71,735                | [ 3 ] |
| 노선  | 노선   | 2010년                | 2011년                | 2012년                | 2013년                | 2014년                | 2015년                | 2016년                | 2017년                | 2018년                |                       | [ 3 ] |
| 4호선 | 승차   | 37,533                | 37,889                | 37,552                | 37,351                | 35,999                | 34,454                | 33,795                | 32,227                | 30,004                |                       | [ 3 ] |
| 4호선 | 하차   | 35,339                | 35,894                | 36,038                | 35,858                | 34,656                | 33,383                | 32,747                | 31,145                | 28,898                |                       | [ 3 ] |
| 4호선 | 승하차 | 72,872                | 73,783                | 73,591                | 73,209                | 70,655                | 67,837                | 66,542                | 63,372                | 58,902                |                       | [ 3 ] |

## 사진

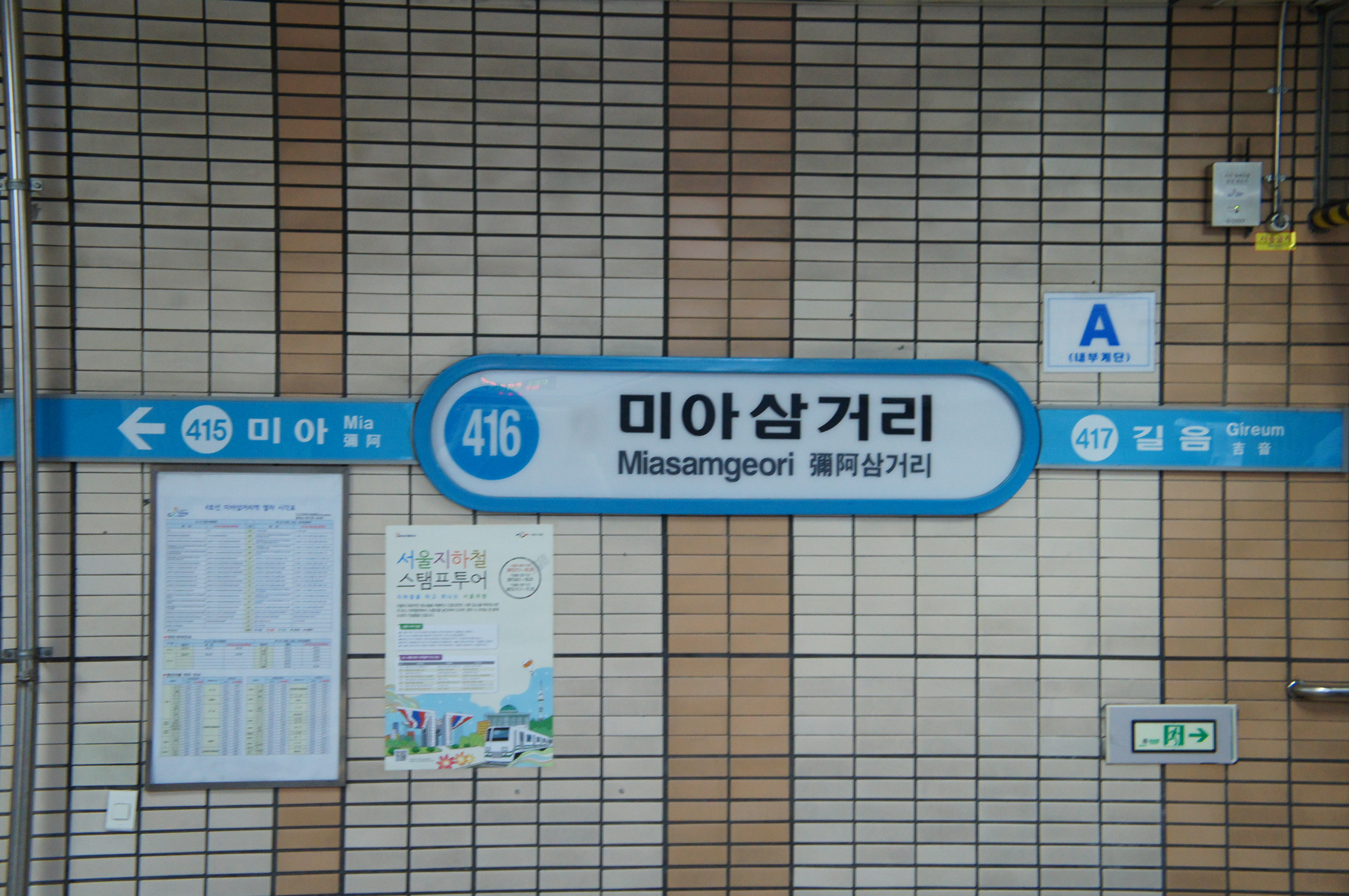
미아삼거리역 시절 역명판
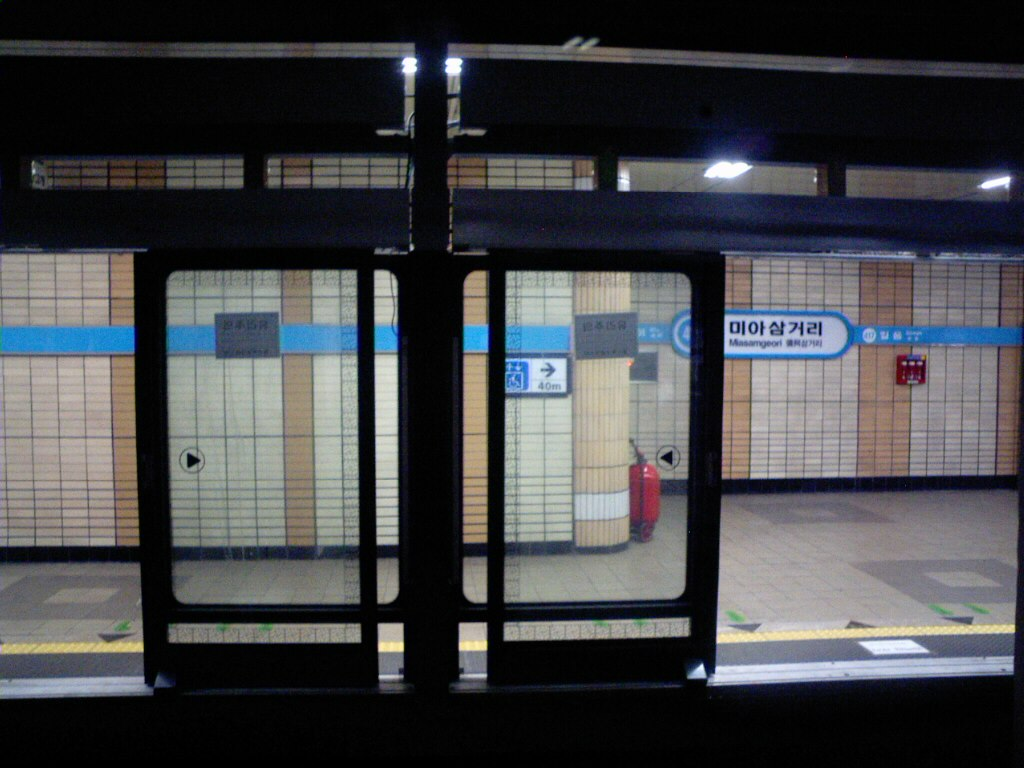
미아삼거리역 시절 승강장 (스크린도어 설치 당시)
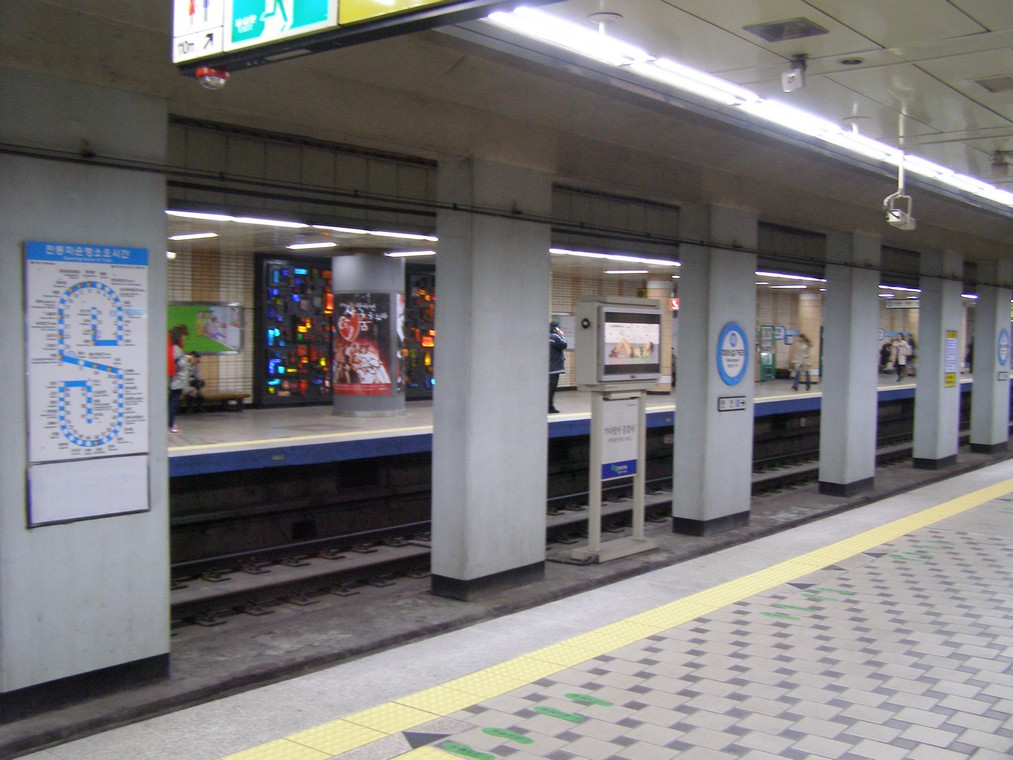
미아삼거리역 시절 승강장 (스크린도어 설치 전)
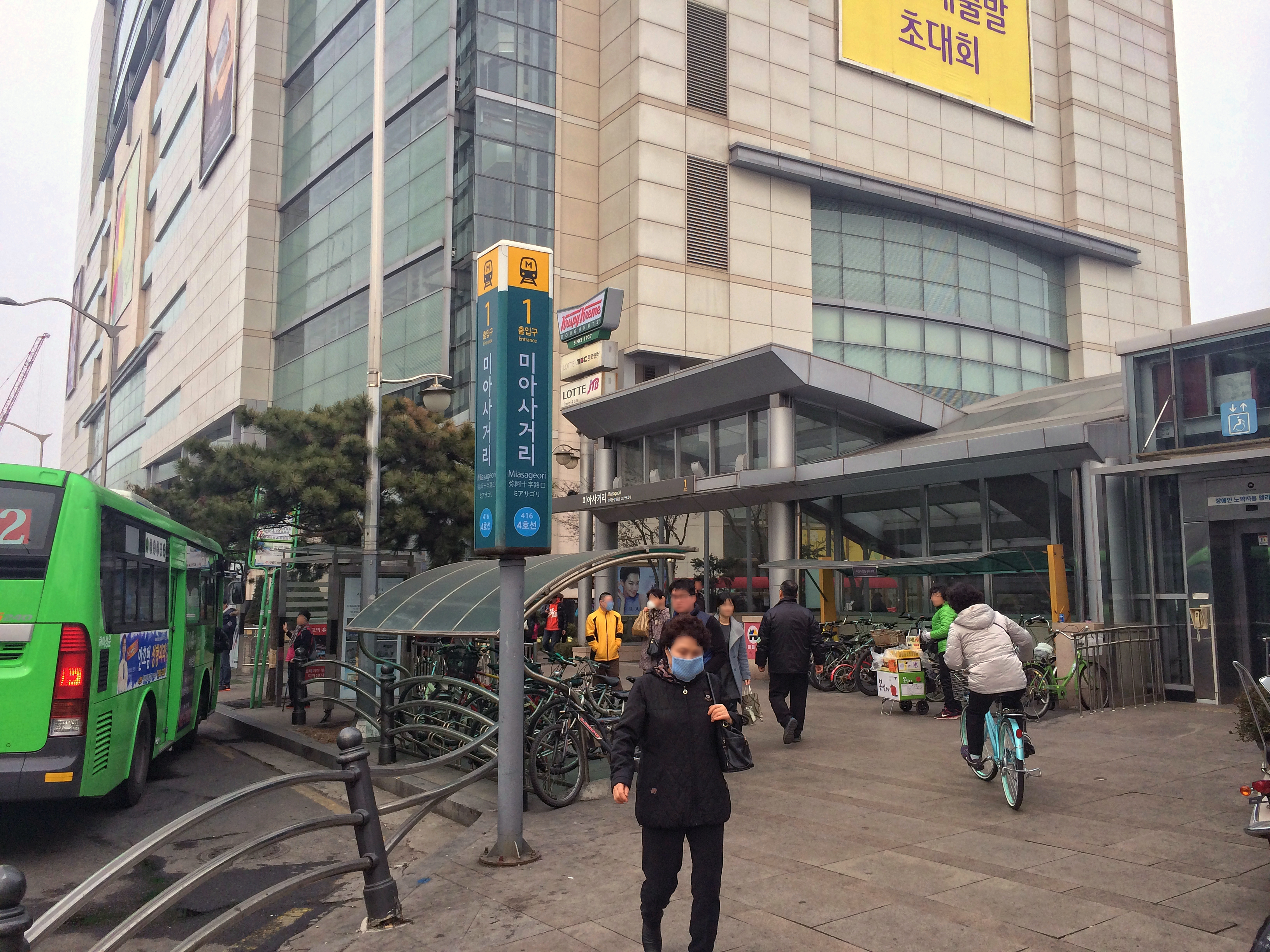
1번 출입구
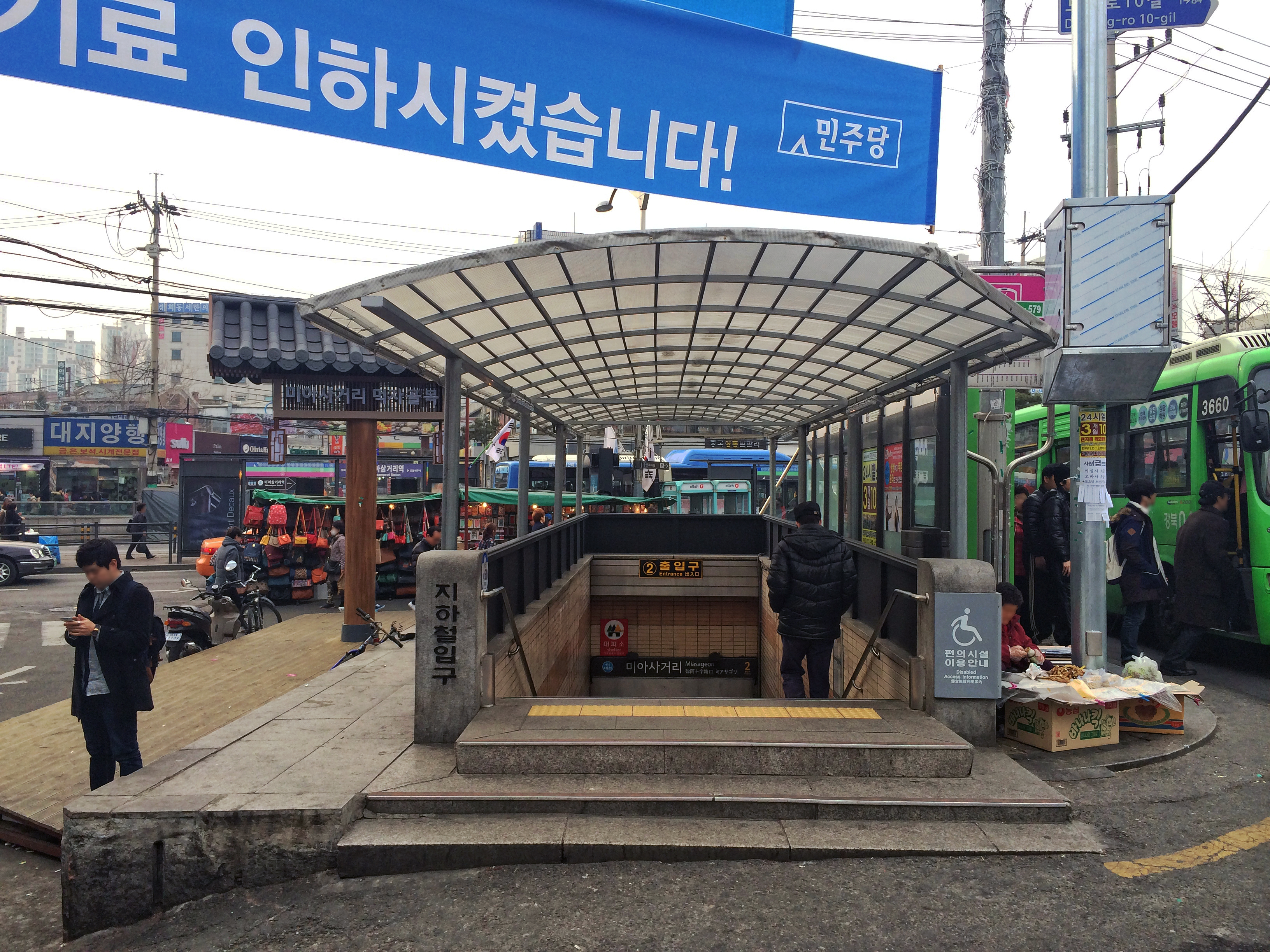
2번 출입구
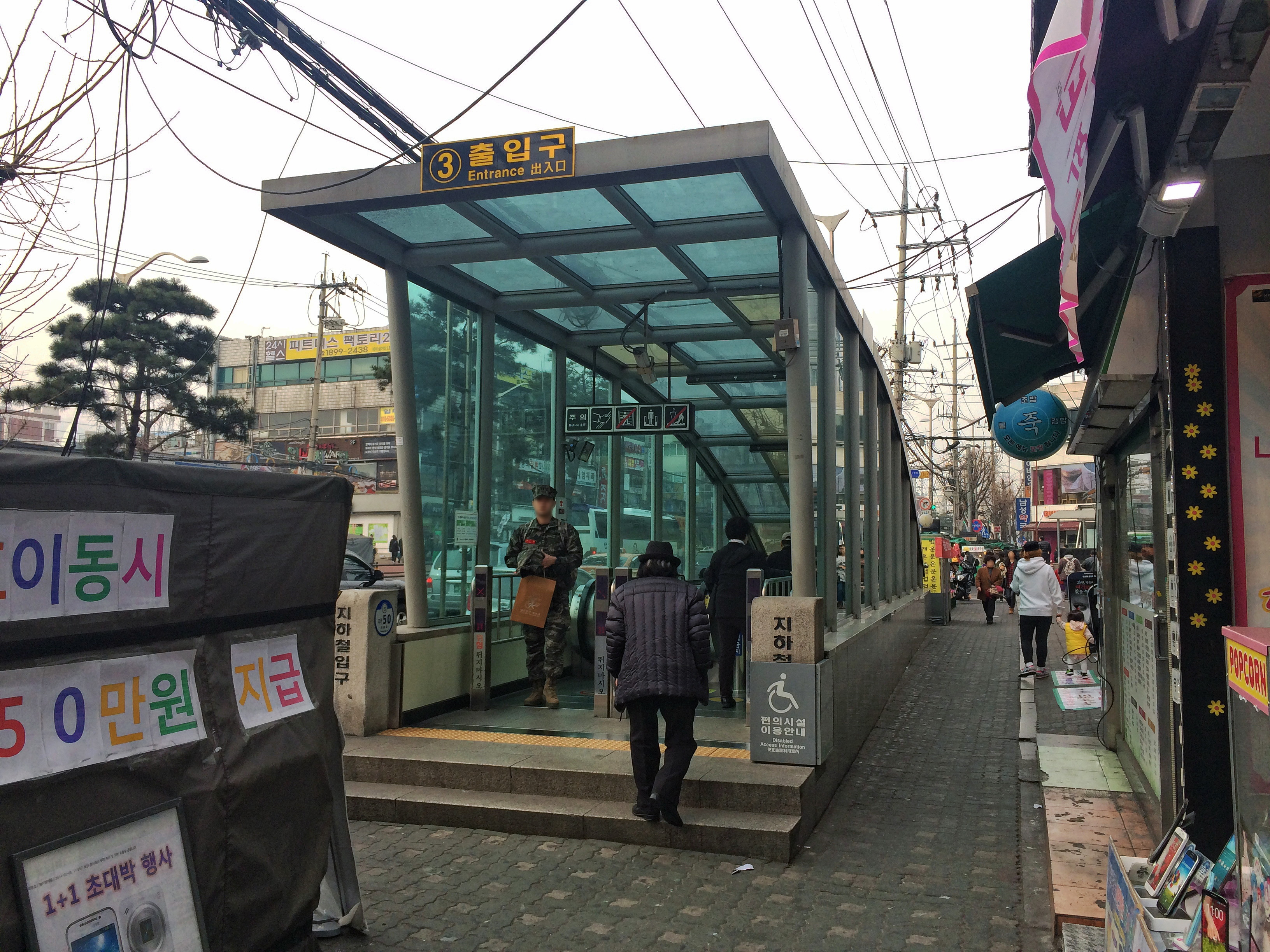
3번 출입구
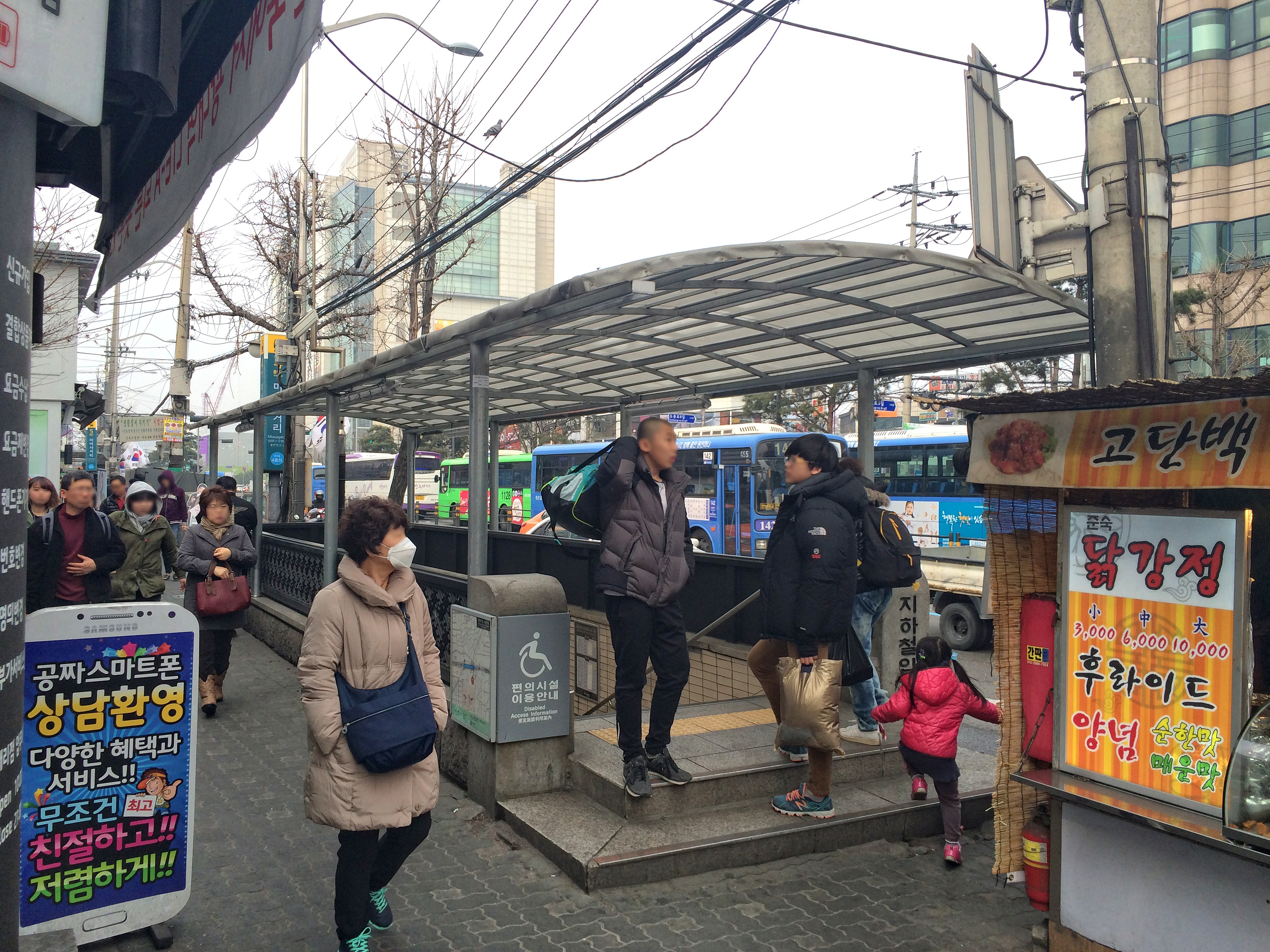
4번 출입구
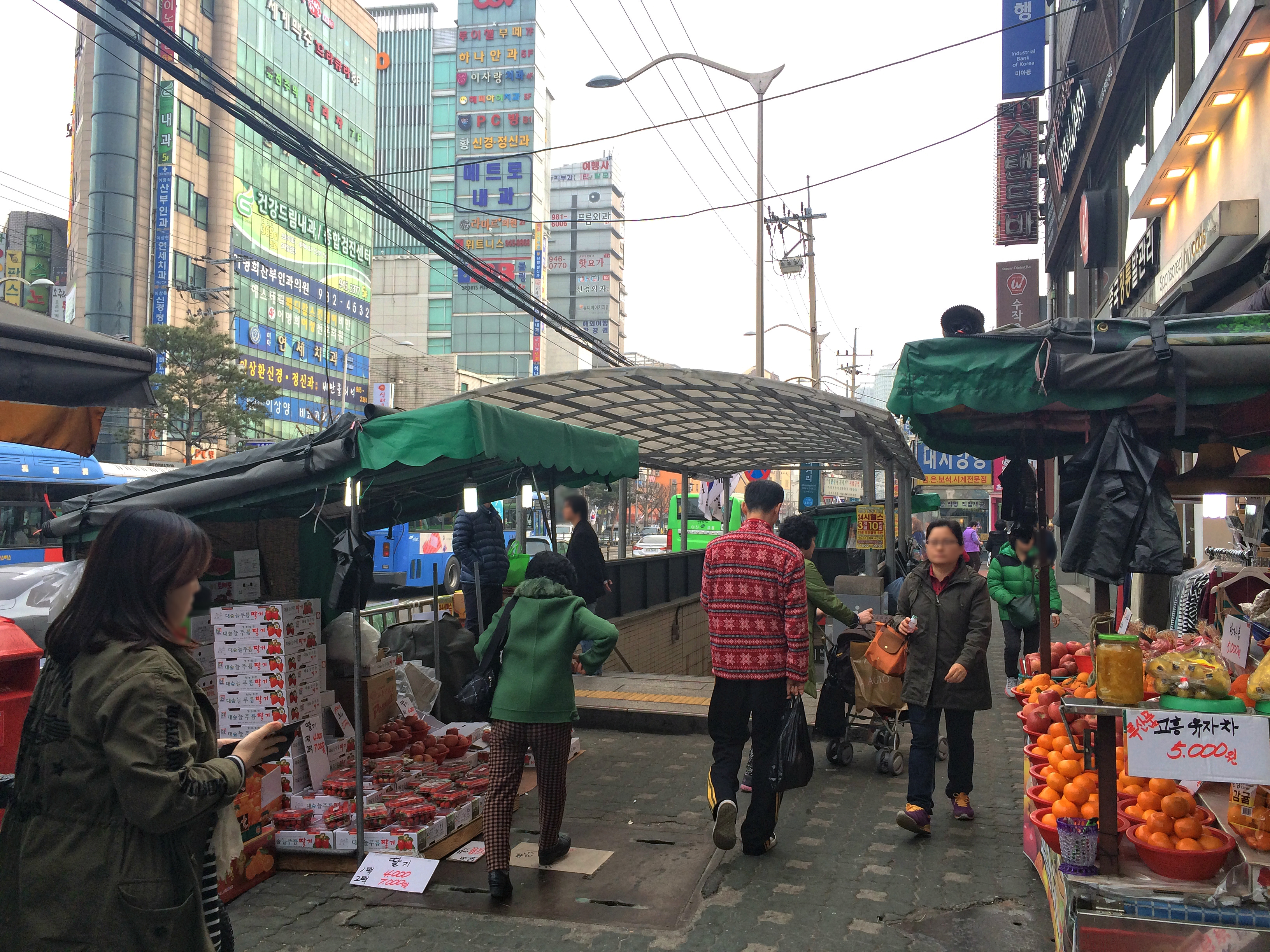
5번 출입구
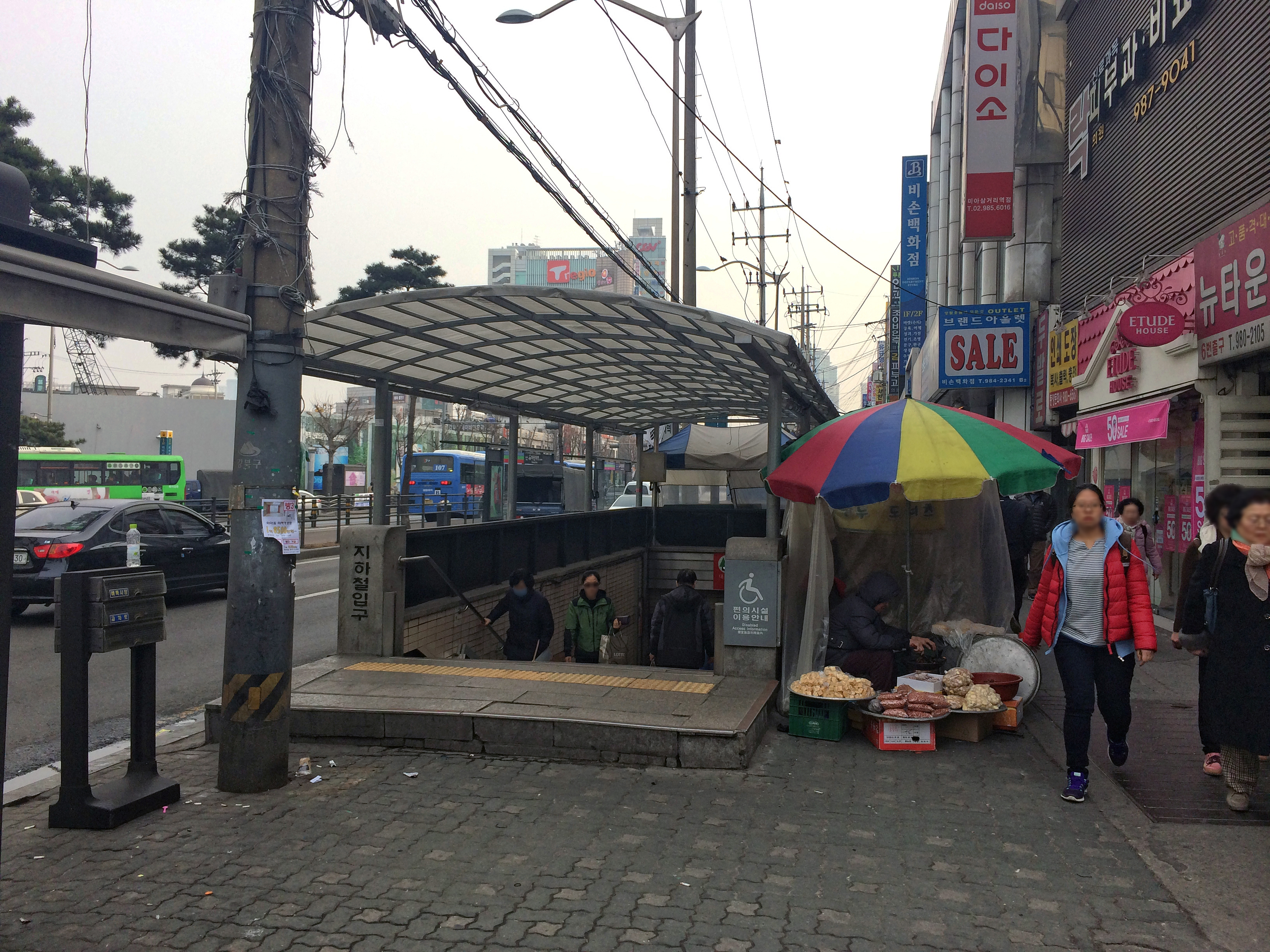
6번 출입구
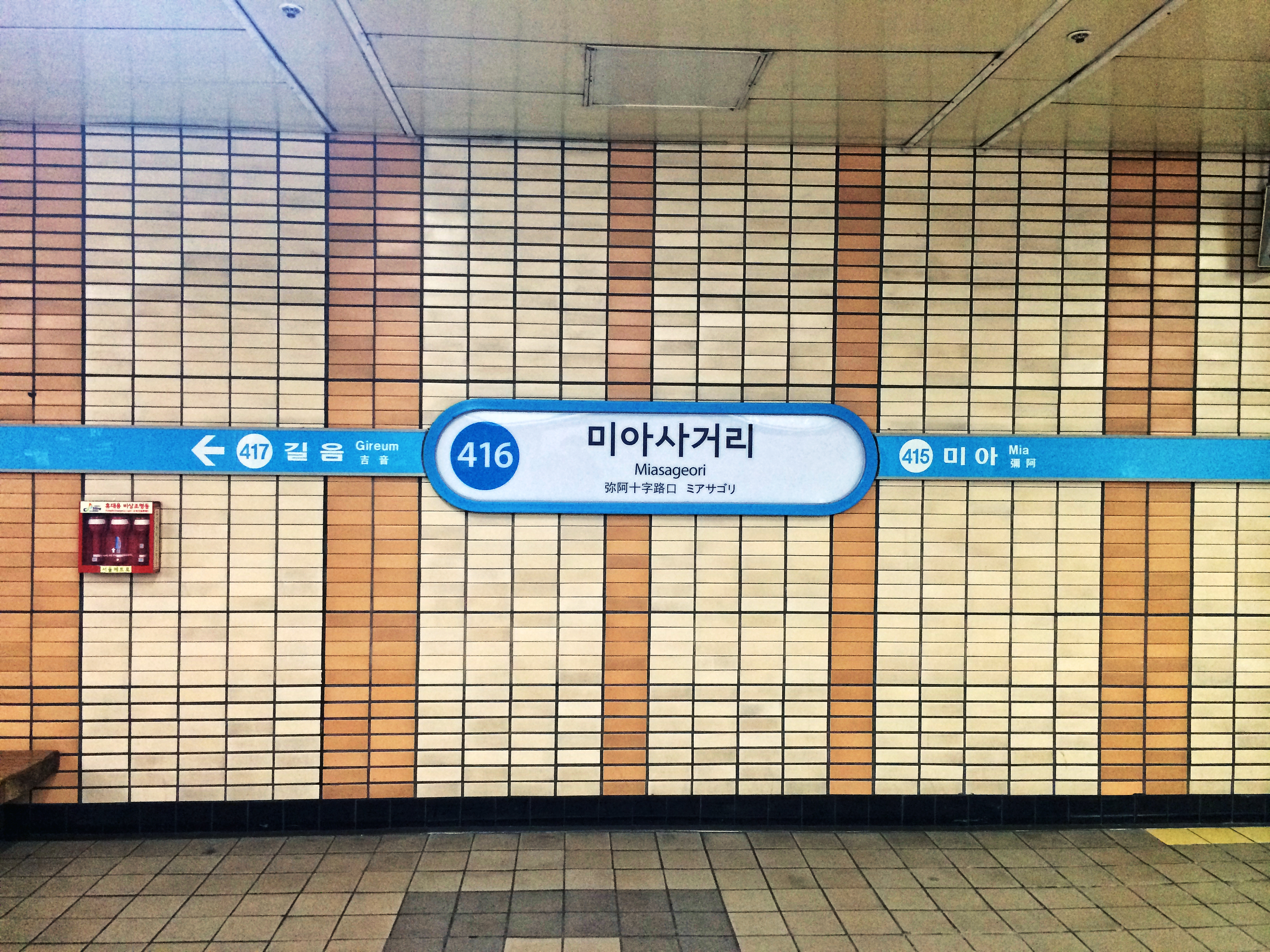
역명판2
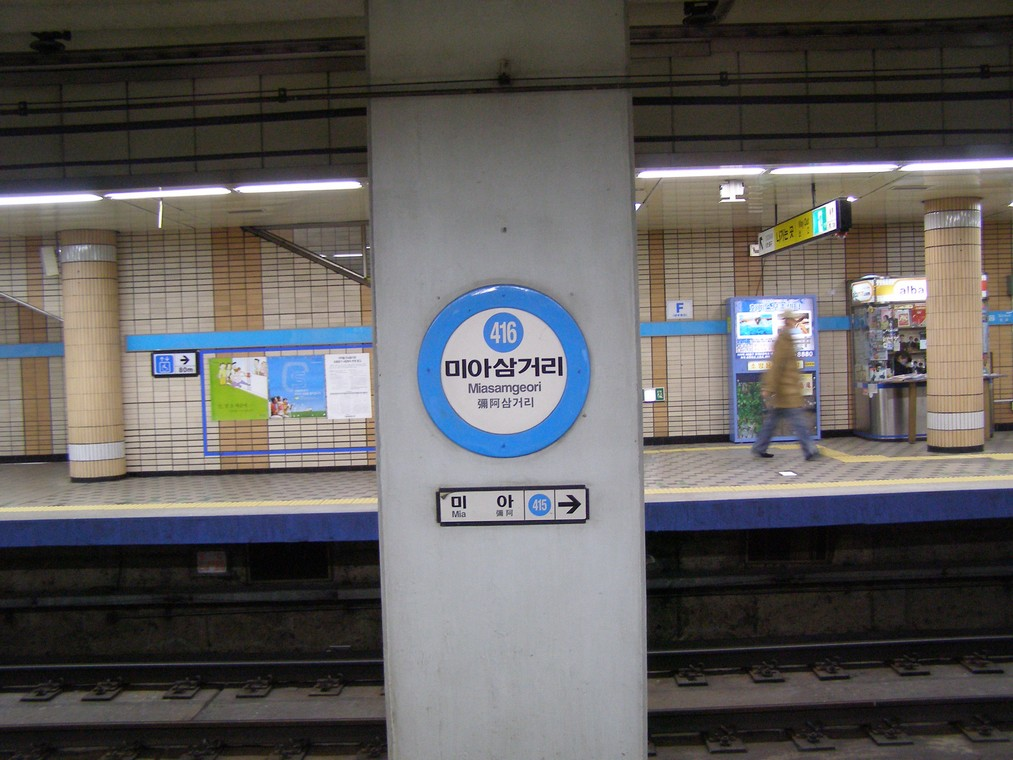
기둥 역명판(미아삼거리역 시절)

## 인접한 역
| 서울 지하철 4호선  | 서울 지하철 4호선   | 서울 지하철 4호선    |
| ------------------ | ------------------- | -------------------- |
| 415 미아 진접 방면 | ● 수도권 전철 4호선 | 417 길음 오이도 방면 |